# Atwood (Tennessee)
Atwood es un pueblo ubicado en el condado de Carroll en el estado estadounidense de Tennessee. En el Censo de 2010 tenía una población de 938 habitantes y una densidad poblacional de 195,55 personas por km².

## Geografía
Atwood se encuentra ubicado en las coordenadas 35°58′21″N 88°40′11″O / 35.97250, -88.66972. Según la Oficina del Censo de los Estados Unidos, Atwood tiene una superficie total de 4.8 km², de la cual 4.79 km² corresponden a tierra firme y (0.05%) 0 km² es agua.

## Demografía
Según el censo de 2010, había 938 personas residiendo en Atwood. La densidad de población era de 195,55 hab./km². De los 938 habitantes, Atwood estaba compuesto por el 80.81% blancos, el 16.74% eran afroamericanos, el 0.85% eran amerindios, el 0% eran asiáticos, el 0% eran isleños del Pacífico, el 0.43% eran de otras razas y el 1.17% pertenecían a dos o más razas. Del total de la población el 1.39% eran hispanos o latinos de cualquier raza.